# Villaraboud

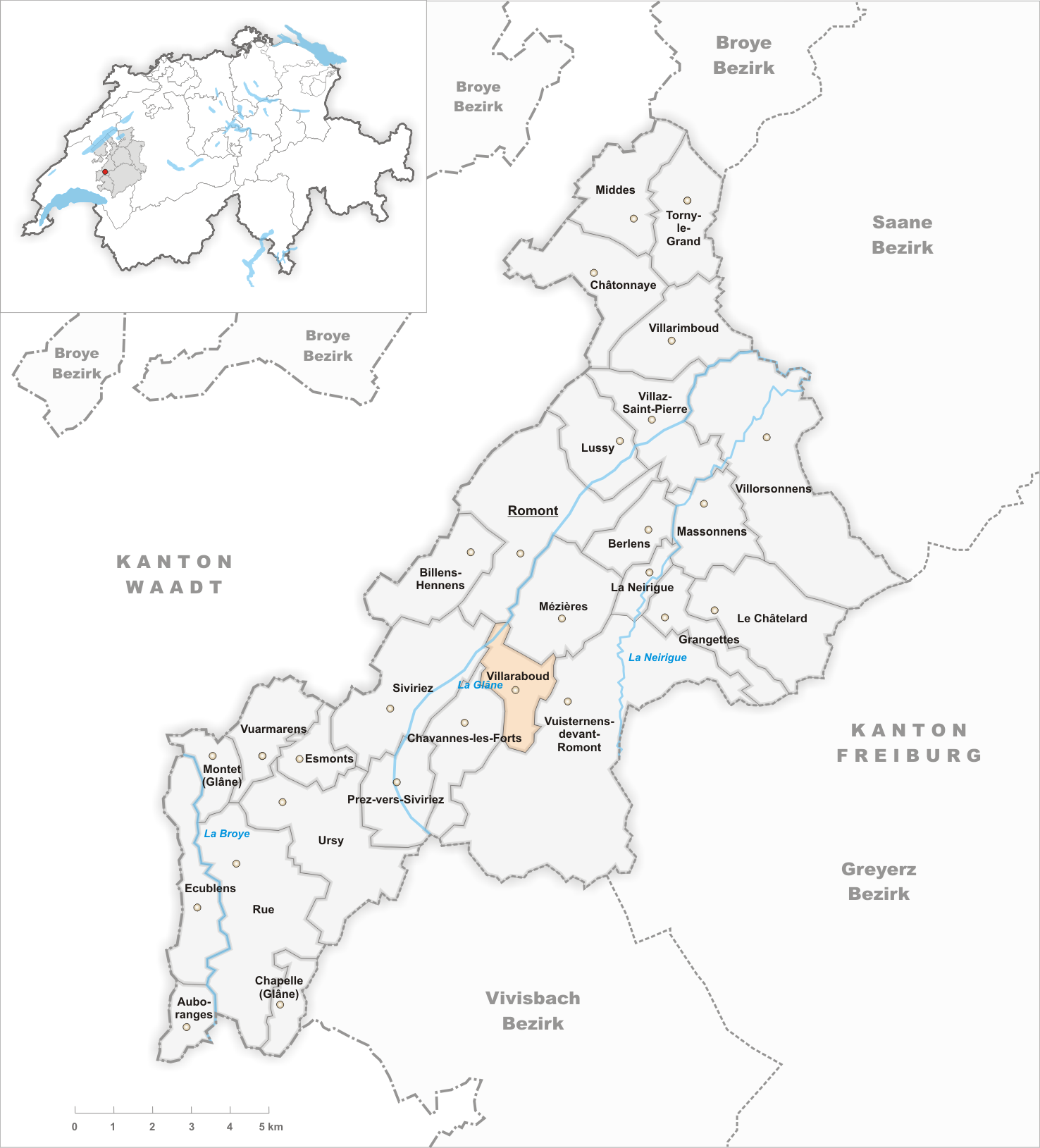
Gemeindestand vor der Fusion am 1. Januar 2004

Villaraboud (Freiburger Patois Velârabouⓘ) ist eine Ortschaft und eine früher selbständige politische Gemeinde im Distrikt Glâne des Kantons Freiburg in der Schweiz. Am 1. Januar 2004 wurde Villaraboud nach Siviriez eingemeindet.

## Geographie
Villaraboud liegt auf 749 m ü. M., drei Kilometer östlich von Siviriez und vier Kilometer südlich des Bezirkshauptortes Romont (Luftlinie). Das Dorf befindet sich am sanft gegen Norden geneigten Hang auf der rechten Talseite der Glâne, im Molassehügelland des südwestlichen Freiburger Mittellandes.
Die ehemalige Gemeindefläche betrug rund 3,2 km². Das Gebiet umfasste den Hang von Villaraboud, reichte im Nordwesten in die breite Talebene der Glâne, im Osten bis zur Moorfläche L'Ouchire und im Süden in den Wald Entre Deux Bois. In der offenen Landschaft, die vor allem entlang der Gewässer Waldstücke aufweist, liegen neben dem kleinen Dorf Villaraboud selbst mehrere kleine Gebäudegruppen und Weiler, zum Beispiel La Possession, Champ Riond, Bramafan und Les Buissons, das an der Durchgangsstrasse von Romont nach Oron-la-Ville, der Hauptstrasse 155, liegt.
Westlich des Dorfes Villaraboud fliesst der Bach Le Fochau in einem bewaldeten Tälchen gegen Norden; er mündet bei Bramafan auf der Höhe von 697 m ü. M., an der tiefstgelegenen Stelle des Gemeindegebiets, in die Glâne.
In einer langgezogenen Senke am östlichen Rand des Dorfgebiets liegt ein Feuchtgebiet, das mit der Bezeichnung «L’Ochère» (Landeskarte: L'Ouchire) als Flachmoor von nationaler Bedeutung registriert ist.
Östlich von Villaraboud liegt das Trasse der Romont-Bulle-Bahn.

## Bevölkerung
Mit 309 Einwohnern (2002) zählte Villaraboud vor der Fusion zu den kleinen Gemeinden des Kantons Freiburg. Zu Villaraboud gehören die Weiler Bramafan (701 m ü. M.) und Les Buissons (718 m ü. M.) im Glânetal sowie einige Hofsiedlungen und Einzelhöfe.
Einwohnerzahlen: Volkszählungsdaten

## Wirtschaft
Villaraboud war bis in die zweite Hälfte des 20. Jahrhunderts ein vorwiegend durch die Landwirtschaft geprägtes Dorf. Noch heute haben die Milchwirtschaft, die Viehzucht und in geringerem Mass der Ackerbau einen wichtigen Stellenwert in der Erwerbsstruktur der Bevölkerung. Einige weitere Arbeitsplätze sind im lokalen Kleingewerbe (unter anderem in einer Schreinerei) und im Dienstleistungssektor vorhanden. In den letzten Jahrzehnten hat sich das Dorf auch zu einer Wohngemeinde entwickelt. Viele Erwerbstätige sind deshalb Wegpendler, die hauptsächlich in der Region Romont arbeiten.

## Verkehr
Das Dorf liegt abseits der grösseren Durchgangsstrassen an einer Verbindungsstrasse von Siviriez nach Vuisternens-devant-Romont. Durch die Buslinie der Transports publics Fribourgeois, die von Romont nach Villaraboud verkehrt, besitzt Villaraboud einen Anschluss an das Netz des öffentlichen Verkehrs.

## Geschichte
Die erste urkundliche Erwähnung des Ortes erfolgte 1223 unter dem Namen Vilarrabot. Später erschienen die Schreibweisen Vilar Rabor (1262), Vilarraboth (1291), Villaraboz (1453), Vilarabor (1458) und Villarabou (1668). Der Ortsname geht auf den germanischen Personennamen Ratbold oder Radebod zurück, der mit dem spätlateinischen Wort villare (Dorf, Weiler) verbunden wurde.
Villaraboud gehörte zum Grundbesitz der Herren von Ecublens und kam 1262 durch Kauf an Peter II. von Savoyen. Unter savoyischer Herrschaft erlebte das Dorf mehrere Besitzerwechsel. Als die Berner 1536 das Waadtland eroberten, kam Villaraboud unter die Herrschaft von Freiburg und wurde der Vogtei Romont zugeordnet. Nach dem Zusammenbruch des Ancien Régime (1798) gehörte das Dorf während der Helvetik und der darauf folgenden Zeit zum Bezirk Romont und wurde 1848 in den Bezirk Glâne eingegliedert. Nachdem sich die Dorfbewohner mit einer Ja-Mehrheit von 85 % für die Gemeindefusion ausgesprochen hatten, wurde Villaraboud zusammen mit Chavannes-les-Forts und Prez-vers-Siviriez am 1. Januar 2004 nach Siviriez eingemeindet.

## Sehenswürdigkeiten
Die heutige Pfarrkirche Saint-Laurent wurde 1868 an der Stelle eines Vorgängerbaus errichtet. Sie zeigt eine Mischung der klassizistischen und neugotischen Stilrichtungen.
Auf einer Anhöhe westlich der Glâne steht die Kapelle Notre-Dame-de-la-Forêt von 1804 mit Glasbildern des Freiburger Künstlers Emile Aebischer, die zeitweise ein wichtiges Pilgerziel darstellte.